# IMAX MSM 9802
La càmera IMAX MSM 9802 és una càmera cinematogràfica que utilitza una pel·lícula de 65 mm. El film resultant té un format amb unes imatges molt més grans i una resolució més alta que si hagués sigut gravat amb un sistema de pel·lícula analògica convencional. A més, té el format estàndard i l'adequat per ser projectat en sales de cinema preparades per a les projeccions IMAX.
Les IMAX MSM 9802 compten amb un sistema d'arrossegament (o cron) per on passa la pel·lícula de manera horitzontal, en comptes del vertical, més utilitzat en la majoria de càmeres cinematogràfiques analògiques. Aquesta característica morfològica és emprada per aconseguir una millor àrea d'exposició del negatiu, ja que la pel·lícula usada és de 65 mm, que ha de passar horitzontalment per l'obturador.
Els rodets de pel·lícula filmats amb aquesta càmera poden ser escanejats i convertits al digital en formats d'alta resolució com el 4K, 6K o 8K.
Entre les qualitats d'aquesta càmera destaquen la fidelitat del negatiu obtingut, el contrast i la inexistència d'un soroll o un gra visible.
Normalment, és emprada en produccions amb grans pressupostos, que poden fer front a les dificultats ergonòmiques de la càmera, un enfocament desafiant i un temps de rodament curt.
Però, el model MSM 9802 està sent utilitzat no només per grans noms i produccions, sinó també en projectes més petits que volen aconseguir aquest aspecte orgànic granulat únic que proporciona i que es pot projectar a un teatre IMAX.

## Pel·lícula de 65 mm
La pel·lícula de 65 mm és una pel·lícula d'ampli calibre amb una alta resolució per a la fotografia cinematogràfica, amb una àrea negativa gairebé 3,5 vegades més gran que el format estàndard de pel·lícula cinematogràfica de 35 mm. La pel·lícula cinematogràfica del format estàndard de 35 mm té quatre perforacions per fotograma i la de 70 mm en té cinc o sis, mentre que la de 65 mm en té fins a quinze, horitzontals. Això fa que es produeixi una àrea negativa gairebé quatre vegades més gran que la del format de 35 mm i aproximadament tres vegades més gran que el de 70 mm.
Per tant, i gràcies a la seva pel·lícula de 65 mm, és la càmera amb la resolució més alta disponible actualment.
Segons Kodak, la companyia va vendre més pel·lícula de 65 mil·límetres l'any passat, de la que havia venut mai.

## Limitacions
Entre les limitacions de la càmera es troba el seu preu elevat: una bobina de 300 metres, o cosa que és el mateix, 200 segons de gravació, té el preu de 1.300 dòlars.
Llogar una IMAX MSM 9802 costa al voltant de 16.000 dòlars la setmana. Si a això se li sumen els costos de revelació i d'escanejat del negatiu, es podria parlar de la càmera cinematogràfica més cara del món. Supera en gairebé quatre vegades el preu d'una càmera de 35 mm.
A més, disposa d'un disseny gran i ergonòmic. Necessita ser utilitzada amb lents de gran format i grans distàncies focals (Hasselblad Medium Format Lenses) això fa que s'aconsegueixi poca profunditat de camp. Normalment, s'usa amb la lent Panavision.
Aquestes càmeres van ser pensades per ser utilitzades a estudis, amb dollies, trípodes o estabilitzadors. La convenció, però, és trencada constantment i molts cineastes fins i tot la fan servir càmera en mà.

## Llibre d'instruccions
Totes les càmeres IMAX funcionen amb un llibre d'instruccions, l'IMAX protocol, que dicta les normes d'utilització per tal que la pel·lícula pugui ser projectada a una sala IMAX.
Les instruccions aconsellen que es mantingui, a l'hora de la gravació, un gran espai d'aire cinematogràfic per sobre del cap de la persona filmada, per tal d'evitar que els espectadors es facin mal al coll intentant mirar la part superior de la imatge en una pantalla IMAX. Christopher Nolan, per exemple, es va saltar aquesta regla a The Dark Knight.

## Pel·lícules
Entre algunes de les pel·lícules rodades amb aquesta càmera trobem No Time to Die (2021), dirigida per Cary Joji Fukunaga i India: Kigndom of the Tiger (2002), dirigida Bruce Neibaur.
Christopher Nolan és un director que acostuma a utilitzar la IMAX MSM 9802 en totes les seves pel·lícules: The Dark Knight (2008), Dunkirk (2017), Interstellar (1014), The Dark Knight Rises (2012) i Tenet (2020).
Entre altres títols destacats tenim First Man (2018), Star Wars: The Force Awakens (2015), The Hunger Games: Catching Fire (2013) o Batman v Superman: Dawn of Justice (2016).